# بازی‌های مقدس
بازی‌های مقدس (به انگلیسی: Sacred Games) یک سریال هیجانی است که بر اساس رمان ویکرام چاندرا در سال ۲۰۰۶ با همین نام نوشته شده است. این سریال، اولین سریال اصلی نت‌فلیکس در هند است.